# Amerikaanse knobbeleend
De Amerikaanse knobbeleend (Sarkidiornis sylvicola) is een vogel uit de familie Anatidae. Deze soort wordt ook wel beschouwd als een in Zuid-Amerika voorkomende ondersoort van de (gewone) knobbeleend.

## Beschrijving
Deze eend lijkt sterk op de (gewone) knobbeleend. Het verschil is het formaat en het verenkleed op de flanken. De Amerikaanse knobbeleend is kleiner, met donkere flanken, bij mannetjes zwart en bij vrouwtjes grijs, terwijl bij de (gewone) knobbeleend van de Oude Wereld de flanken lichtgrijs zijn en bij de vrouwtjes soms wit.

## Voorkomen
De soort komt wijdverbreid voor in  Zuid-Amerika, met name van noordelijk Colombia en Venezuela tot noordelijk Argentinië. Het leefgebied bestaat uit poelen in grasland, meren en rivieren, moerasbossen en rijstvelden.

## Beschermingsstatus
De Amerikaanse knobbeleend heeft een groot verspreidingsgebied en daardoor is de kans op de status  kwetsbaar (voor uitsterven) gering. De grootte van de wereldpopulatie werd in 2005 geschat op 25.000 tot 100.000 individuen. De Amerikaanse knobbeleend gaat in aantal achteruit door ontbossing, het gebruik van landbouwgif in de rijstbouw en plaatselijk ook door overbejaging. Echter, het tempo ligt onder de 30% in tien jaar (minder dan 3,5% per jaar). Om deze redenen staat deze soort eend als niet bedreigd op de Rode Lijst van de IUCN.